# 徳と悪徳について
『徳と悪徳について』（とくとあくとくについて、希: Περὶ αρετων και κακιων, 羅: De virtutibus et vitiis, 英: On virtues and vices）とは、アリストテレス名義の倫理学の短篇著作の1つ。偽作であるという見方が多いが一部真作であると主張する学者もいる。

## 構成
全8章から成る。
- 第1章 - 賞賛と非難、プラトンの魂の三分説
- 第2章 - 徳の定義 --- 1.思慮、2.温和、3.勇敢、4.節制、5.自制、6.正義、7.鷹揚、8.矜持
- 第3章 - 悪徳の定義 --- 1.無思慮、2.多怒、3.臆病、4.不節制、5.無自制、6.不正、7.吝嗇（けち）、8.卑屈

---
- 第4章 - 徳に属するものと付属するもの --- 1.思慮、2.温和、3.勇敢、4.節制
- 第5章 - （続き） --- 5.自制、6.正義、7.鷹揚、8.矜持
- 第6章 - 悪徳に属するものと付属するもの --- 1.無思慮、2.多怒、3.臆病、4.不節制
- 第7章 - （続き） --- 5.無自制、6.不正、7.吝嗇（けち）、8.卑屈

---
- 第8章 - 徳および悪徳の一般的意味

## 日本語訳
- 『アリストテレス全集 14　大道徳学・エウデモス倫理学・徳と悪徳について』 茂手木元蔵訳、岩波書店、1968年
- 『新版 アリストテレス全集 16　大道徳学・エウデモス倫理学・徳と悪徳について』 新島龍美・荻野弘之訳、2016年